# 高層雲 (康熙進士)
高層雲（1634年—1690年），字二鮑、謖苑、谡园、稷苑、稷園，號菰村、菰邨，江蘇松江府華亭縣（今屬上海市）人，清朝政治人物。

## 生平
高秉蕖之子。康熙十五年（1676年）登進士，授大理寺評事，充任廣西鄉試副考官。康熙二十五年（1686年）擔任一統志纂修官、授吏科給事中。康熙二十八年（1689年）擔任通政司右參議，轉左。康熙二十九年（1690年）升任太常寺少卿。卒於任內。著有《改蟲齋集》。

## 後代
有子高騫、高駕、高馭。